# Mexique aux Jeux olympiques d'été de 1992
Le Mexique aux Jeux olympiques d'été de 1992 a envoyé une délégation composée de 131 compétiteurs dans 20 disciplines sportives.

## Médaillés mexicains
- Argent
  - Carlos Mercenario - Ahtlétisme, 50 km marche